# Zussen (televisieserie)
Zussen is een Nederlandse televisieserie die sinds april 2024 door Omroep MAX wordt uitgezonden op NPO 1. Het scenario werd geschreven door Ingrid van Berkum en Martin van Steijn. De regie is in handen van Annemarie van de Mond en Michiel de Jong.
Op 7 augustus 2024 maakte Omroep MAX bekend dat de serie een tweede seizoen krijgt. De reeks zal in het voorjaar van 2026 te zien zijn. 

## Verhaal
Drie vrouwen komen bij de notaris, blijken halfzussen te zijn en moeten de erfenis (een boerderij) samen zien te verdelen. Ondertussen rijst de vraag hoe hun half-zussenschap zit én hoe hun vader is overleden.

## Rolverdeling
| Acteur              | Rol                    |
| ------------------- | ---------------------- |
| Joy Delima          | Rolinde Veenstra       |
| Melody Klaver       | Faya Aardenburg        |
| Fockeline Ouwerkerk | Nienke van Dijk        |
| Huub Stapel         | Johan Veenstra         |
| Olga Zuiderhoek     | Saar Veenstra-Vlemming |
| Yari van der Linden | Jelle Sijtsma          |
| Tom Jansen          | Albert Hendriks        |
| Gustav Borreman     | Dylan Bergman          |
| Henriëtte Tol       | Loes van Dijk-Ligthart |
| Fred Goessens       | Tom van Dijk           |
| Indira Flipse       | Amber Bergman          |
| Jim Moscote Silva   | Tommie Bergman         |
| Juda Goslinga       | Geert Hendriks         |
| Leny Breederveld    | Trijn Hendriks         |
| Cynthia Abma        | Margot Hendriks        |
| Jouman Fattal       | Elise Laarhoven        |
| Elsie de Brauw      | Ida Laarhoven          |
| Janni Goslinga      | Muriël Aardenburg      |
| Bram Suijker        | Mark Hendriks          |
| Lukas Dijkema       | Siem Kremer            |
| Maarten Ketels      | Mathijs                |
| Ergun Simsek        | Vader Laarhoven        |
| Susan Beijer        | Leonie Miedema         |
| Thomas Cammaert     | Vincent van Dijk       |

## Afleveringen
| Aflevering | Titel                             | Beschrijving | Uitzenddatum  | Kijkcijfers |
| ---------- | --------------------------------- | --- | ------------- | ----------- |
| 1          | Dat hele verhaal klopt niet       | Rolinde wordt onaangenaam verrast als zij bij de lezing van het testament van haar vader Johan wordt geconfronteerd met twee halfzussen. Nienke denkt dat er een fout is gemaakt, zij heeft al een vader. Faya wil haar nieuwe familie omarmen maar wordt afgewezen. Saar de oma van Rolinde, heeft duidelijk iets te verbergen. | 3 april 2024  | 1.696.000   |
| 2          | Twee maanden, dan zijn jullie weg | Rolinde gaat in complotten denken als Geert Hendriks op de boerderij aast; was de dood van haar vader wel een ongeluk? Faya's leven komt op z'n kop te slaan en ze besluit dingen uit te gaan zoeken. Nienke begint toch te twijfelen aan haar afkomst, maar durft de confrontatie met haar ouders niet aan.                     | 10 april 2024 | 1.560.000   |
| 3          | Jij wíst dit?                     | Nienke's afkomst blijft heel anders in elkaar te zitten dan zij dacht. Faya zoekt tevergeefs houvast bij haar zussen en vindt afleiding bij Mark Hendriks. Rolinde doet een verontrustende ontdekking over het eigendom van de boerderij en heeft niet door dat haar oma onder druk wordt gezet om de boerderij te verlaten.     | 17 april 2024 | 1.558.000   |
| 4          | Ik hou dit niet vol               | Rolinde's argwaan over de familie Henkdriks groeit, wat haar in conflict brengt met haar oma. Faya schrikt als Rolinde de boerderij wil verkopen, zij wil juist blijven. Nienke's worsteling met haar afkomst brengt haar in conflict met haar gezin.                                                                            | 1 mei 2024    | 1.282.000   |
| 5          | Jullie hebben geen idee           | Rolinde ziet het niet meer zitten en neemt een verrassende beslissing. Faya doet haar zussen een onverwachts voorstel. De zussen schrikken als Siem hen een bekentenis doet wat betreft Johans val in de gierput. Saar zet Nienke op het spoor van haar biologische moeder.                                                      | 8 mei 2024    | 1.199.000   |
| 6          | Ik wil dat het stopt              | Op het dorpsfeest brengt Faya zichzelf en anderen in de problemen, zoekt Rolinde de confrontatie met de familie Hendriks en slaat Nienke's radeloosheid over haar vruchteloze zoektocht om in angst als ze een tip krijgt die haar heel dicht bij haar moeder brengt.                                                            | 15 mei 2024   | 1.310.000   |
| 7          | Denk goed na over wat je doet     | Rolinde raakt ervan overtuigd dat Saars auto-ongeluk geen ongeluk was. Ze zet Saar onder druk en doet een schokkende ontdekking. Faya maakt haar gecompliceerde liefdesleven alleen maar ingewikkelder. Nienke verliest de grip op haar leven dat beheerst wordt door de zoektocht naar haar moeder.                             | 22 mei 2024   | 1.381.000   |
| 8          | Ik heb in alle bedjes gekeken     | Rolinde, Faya en Nienke worstelen met de nieuwe werkelijkheid nu ze een deel van het mysterie rond hun vader kennen. Nienke krijgt schokkend nieuws over haar moeder. De zussen zoeken steun bij elkaar, zich nog onbewust van het nieuwe gevaar dat hen boven het hoofd hangt.                                                  | 29 mei 2024   | 1.127.000   |